# Ischyropalpus fuscus
Ischyropalpus fuscus es una especie de coleóptero de la familia Anthicidae.

## Distribución geográfica
Habita en Nicaragua.